# Bored
«Bored» es la primera canción de Adrenaline, el álbum debut de la banda estadounidense de metal alternativo Deftones. Se lanzó en 1996, como el segundo sencillo del álbum. Está considerada, entre otras, como una de las canciones más representativas del grupo.

## Video musical
Se grabó un video musical de la canción, dirigido por Nick Egan. Fue filmado en Sacramento, California en 1996, después de una larga temporada de giras. El rodaje tuvo lugar en la casa del cantante Chino Moreno, y su antigua sala de ensayo.

## Lista de canciones
| CD Promo |         |          |  |
| N.º      | Título  | Duración |  |
| 1.       | «Bored» | 4:05     |  |